# 暗鰭鏢鱸
暗鰭鏢鱸為輻鰭魚綱鱸形目鱸亞目河鱸科鏢鱸屬的其中一種，該物種分布於美國田納西河流域，體長可達8.8公分，棲息在岩石底質的水塘、溪流。